# Mistrzostwa Świata w Kolarstwie Przełajowym 1958
9. Mistrzostwa Świata w Kolarstwie Przełajowym 1958 odbyły się we francuskim mieście Limoges, 23 lutego 1958 roku. Rozegrano tylko wyścig mężczyzn w kategorii zawodowców.

## Medaliści
| Konkurencja:               | Złoto:          | Czas      | Srebro:          | Czas     | Brąz:          | Czas     |
| Klasyfikacja mężczyzn      |                 |           |                  |          |                |          |
| Zawodowcy (23 lutego 1958) | André Dufraisse | 1:11:12 h | Amerigo Severini | + 0:25 m | Rolf Wolfshohl | + 1:02 m |

## Szczegóły
| Medal | Zawodnik          | Narodowość | Czas      |
| ----- | ----------------- | ---------- | --------- |
|       | André Dufraisse   | Francja    | 1:11:12 h |
|       | Amerigo Severini  | Włochy     | + 0:25    |
|       | Rolf Wolfshohl    | RFN        | + 1:02    |
| 4     | Renato Longo      | Włochy     | + 1:17    |
| 5     | André Brulé       | Francja    | + 1:48    |
| 6     | Emmanuel Plattner | Szwajcaria | + 1:48    |
| 7     | Jean Schmit       | Luksemburg | + 3:00    |
| 8     | Georges Meunier   | Francja    | + 3:40    |
| 9     | Otto Furrer       | Szwajcaria | + 4:05    |
| 10    | Graziano Pertusi  | Włochy     | + 4:15    |

## Tabela medalowa
| Miejsce | Państwo |   |   |   |   |
| ------- | ------- | - | - | - | - |
| 1.      | Francja | 1 | 0 | 0 | 1 |
| 2.      | Włochy  | 0 | 1 | 0 | 1 |
| 3.      | RFN     | 0 | 0 | 1 | 1 |